# Autarchia (filosofia)
Il termine autarchia, dal greco antico αὐτάρκεια?, autárkeia ("autosufficienza"), a sua volta da αὐτός, autós ("stesso") e ἀρκέω, arkéō ("bastare"), in filosofia assume rilievo soprattutto nella scuola cirenaica dove esprime l'ideale del «bastare a sé stessi», essere padroni di sé, cercando di dipendere il meno possibile dai condizionamenti delle cose mondane al fine di conseguire la felicità. Con il medesimo significato la parola si ritrova anche nella filosofia cinica, stoica, scettica ed epicurea.
In realtà il termine è già citato nella filosofia precedente dove viene messo in rapporto con l'ideale dell'eudemonismo, il raggiungimento della felicità (εὐδαιμονία) tramite la conoscenza che per Socrate porta al razionale dominio sulle passioni.

## La ricerca della felicità

### I cirenaici

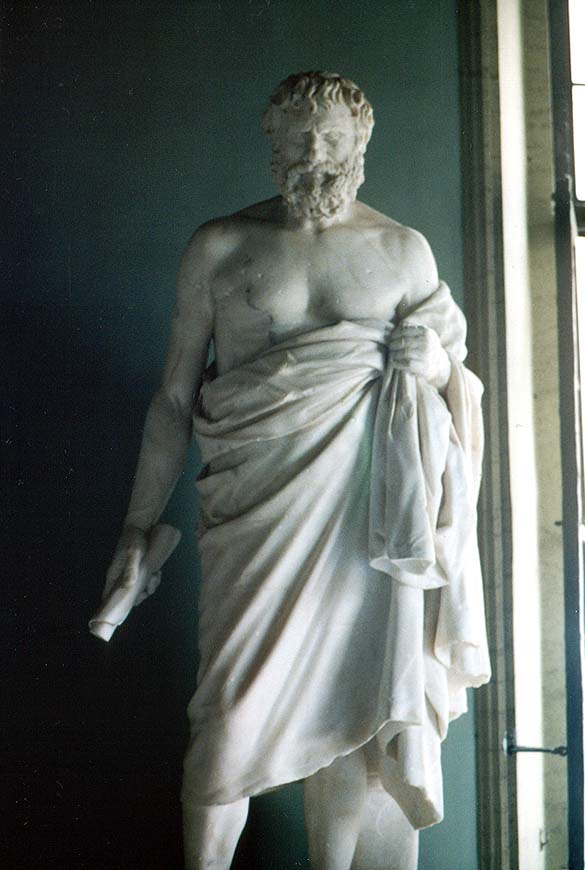
Filosofo cinico, copia romana da originale greco del III o II secolo a.C., Musei Capitolini, Roma

Aristippo di Cirene (V secolo a.C.) fu l'elaboratore della dottrina etica dell'edonismo per cui il bene s'identifica con il piacere (edonè) che appagato origina l'autarchìa, ossia il dominio di sé, e la felicità.. Ad Aristippo si riferisce la Scuola cirenaica che troverà dei continuatori sino al III secolo a.C. Scuola non omogenea, quella cirenaica che si articolerà al suo interno in varie sfumature etiche e si ritroverà solo successivamente e in parte nell'epicureismo. Epicuro, infatti, doterà la sua dottrina edonistica di un fondamento ontologico e gnoseologico che nei Cirenaici è assente, sviluppandosi il loro pensiero esclusivamente sul terreno di un'etica del vivere la quotidianità, pragmatica e lontana da principi teorici.
L'edonismo di Aristippo, si esprime con l'enunciazione di un individualismo estremo e di un'autosufficienza non lontana da quella cinica, con un certo disprezzo per le convenzioni sociali e ogni tradizione. Il piacere immediato e dinamico si accompagna all'individualismo che cerca il piacere in qualsiasi forma e approfittando di ogni momento dell'esistenza che lo possa offrire. Soltanto i fatti umani sono degni di interesse e i fenomeni naturali lo sono solo se producono piacere. Ma l'autosufficienza, quest'importante principio aristippeo, riguarda anche il piacere, che va perseguito senza diventarne dipendenti, poiché se esso è sempre bene, quindi da perseguire in ogni situazione e circostanza tuttavia, se da posseduto diventa possessore, va abbandonato poiché l'autarchia e l'autosufficienza individuale sono sopra ogni altra cosa.
Il piacere vero è sempre e comunque dinamico (non l'aponia epicurea intesa come "assenza di dolore") ed è il vero motore positivo dell'esistenza di una persona, che è successione discontinua di istanti e che va vissuta solo nel presente, ignorando il passato e il futuro: è questa una formulazione ante litteram del cosiddetto carpe diem, messaggio che troverà seguaci e interpreti soprattutto tra numerosi intellettuali del mondo latino. Infine, il fenomenismo aristippeo è assoluto, in quanto egli sostiene che soltanto ciò che viene percepito è reale: tale riduzionismo sensistico e individualistico rivela in Aristippo indubbi riferimenti anche alla filosofia sofistica.
In questo senso più che a Socrate i cirenaici si rifacevano a Protagora, il sofista secondo cui l'uomo è in continuo diretto contatto sensibile con la realtà, dinamica per sua natura, e, a seconda che questa sia nei vari momenti "lieve" o "aspra", ne conseguiva ἡδονή (edoné - piacere) o όπνος (opnos - dolore).. Aristippo immaginava il piacere come il movimento o l'ondeggiamento di un leggero vento mentre il dolore era come una bufera marina
Cosicché mentre i cinici negavano la possibilità dell'uomo di essere felice tramite il piacere perché la vita era in sé dolorosa, per i cirenaici valeva il contrario: negare il dolore per conseguire il piacere.
Ma poi la differenza tra le due correnti, che nascevano dalla stessa fonte sofistico-socratica, non era poi così rilevante poiché facevano entrambe riferimento alla "saggezza" (ϕρόνησις) socratica, intesa da loro come semplice calcolo dei piaceri, come strumento per conseguire, per i cinici, la sufficienza di sé rinunciando ad ogni desiderio, per i cirenaici la padronanza di sé «usando i piaceri ma senza esserne vinti», «possedere senza essere posseduti».

### I cinici

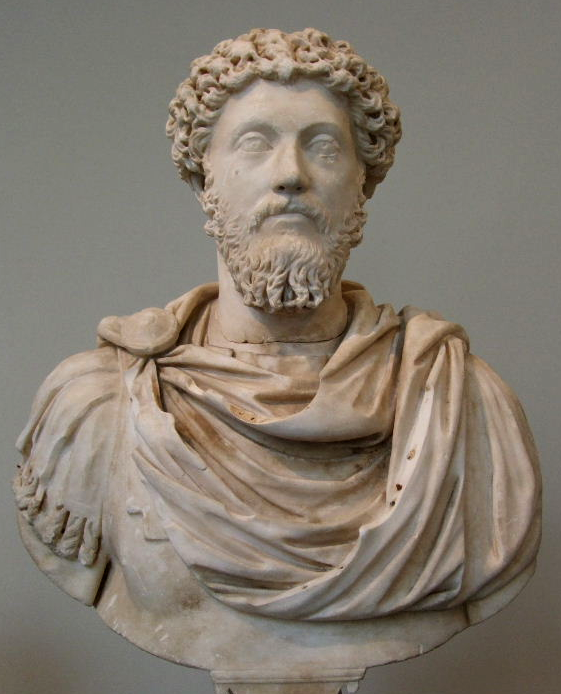
Busto dell'imperatore Marco Aurelio, uno dei massimi rappresentanti dello stoicismo romano (nuova Stoà)

I cinici, filosofi del IV secolo a.C. il cui nome veniva fatto derivare o dal Cinosarge, l'edificio ateniese che fu la prima sede della scuola, o dalla parola greca κύων (kyon - "cane"), si proponevano infatti l'«imitazione del cane», del suo modo cioè di praticare secondo natura una vita randagia e autonoma, indifferente ai bisogni non essenziali, fedeli solo al rigore morale e come il cane eccentrici e ringhiosi per chi li disturbava cercando di imporre loro le regole morali costituite.
La ricerca della felicità per loro è l'unico fine dell'uomo; una felicità che è una virtù da operare con il disprezzo per ogni cosa che richiami comodità e agi materiali effimeri per raggiungere l'autarchia, il totale controllo su se stessi.

### Gli stoici
Gli stoici appartengono a una corrente filosofica e spirituale, di impronta razionale e panteista, fondata intorno al 300 a.C. ad Atene da Zenone di Cizio, con un forte orientamento etico; la morale stoica risente di quella dei cinici, mentre la fisica prende ispirazione da quella di Eraclito. Con l'epicureismo rappresentò una delle maggiori scuole filosofiche dell'età ellenistica.
Gli stoici sostennero le virtù dell'autocontrollo, dell'autarchia e del distacco dalle cose terrene, portate all'estremo nell'ideale dell'atarassia, come mezzi per raggiungere l'integrità morale e intellettuale. Nell'ideale stoico è il dominio sulle passioni o apatia che permette allo spirito il raggiungimento della saggezza. Riuscire è un compito individuale, e scaturisce dalla capacità del saggio di disfarsi delle idee e dei condizionamenti che la società in cui vive gli ha impresso. Lo stoico tuttavia, a differenza dei cinici, non è indifferente alla compagnia degli altri uomini e l'aiuto ai più bisognosi è una pratica raccomandata.
Lo stoicismo fu abbracciato da numerosi filosofi e uomini di stato, sia greci che romani, fondendosi presso questi ultimi con le tradizionali virtù romane di dignità e comportamento.

### Gli scettici
Lo scetticismo che fa capo a Pirrone di Elide (360-275 a.C.) e al suo discepolo Timone di Fliunte (circa 320 a.C. - circa 230 a.C.) e che si sviluppa tra la seconda metà del IV secolo a.C. e il III secolo a.C., afferma l'impossibilità di conoscere (acatalepsia) una realtà sempre contingente e mutevole; al saggio, perciò, non resta che l'aphasía: restare come muto e rinunciare ad ogni affermazione qualificante. Ne consegue che anche il comportamento pratico, che discende dal sapere, dovrà basarsi sull'assenza di ogni specifica azione considerata buona "in sé"; in questo modo il saggio può conseguire così l'atarassia , l'imperturbabilità, la capacità di non farsi coinvolgere in passioni e sentimenti, e attraverso questa raggiungere l'autarchia che genera la felicità, che è il fine di ogni percorso filosofico.
Lo scetticismo è perciò un'ipotesi gnoseologica di carattere autolimitativo e pragmatico, che guarda alla realtà e ne trae i pochi elementi certi ed utili per impostare un orizzonte anti-dottrinario e condurre la propria esistenza in modo imperturbabile e indifferente alle emozioni della contingenza.
Ciò non comporta affatto la negazione dell'esistenza stessa del mondo reale, ma piuttosto che le teorie su di esso non possono pretendere di spiegarne la natura profonda. Così anche «Timone, discepolo di Pirrone, è convinto che l'indifferenza assoluta di fronte a tutte le cose porti all'afasia e all'imperturbabilità. Cioè alla felicità.»

### Gli epicurei

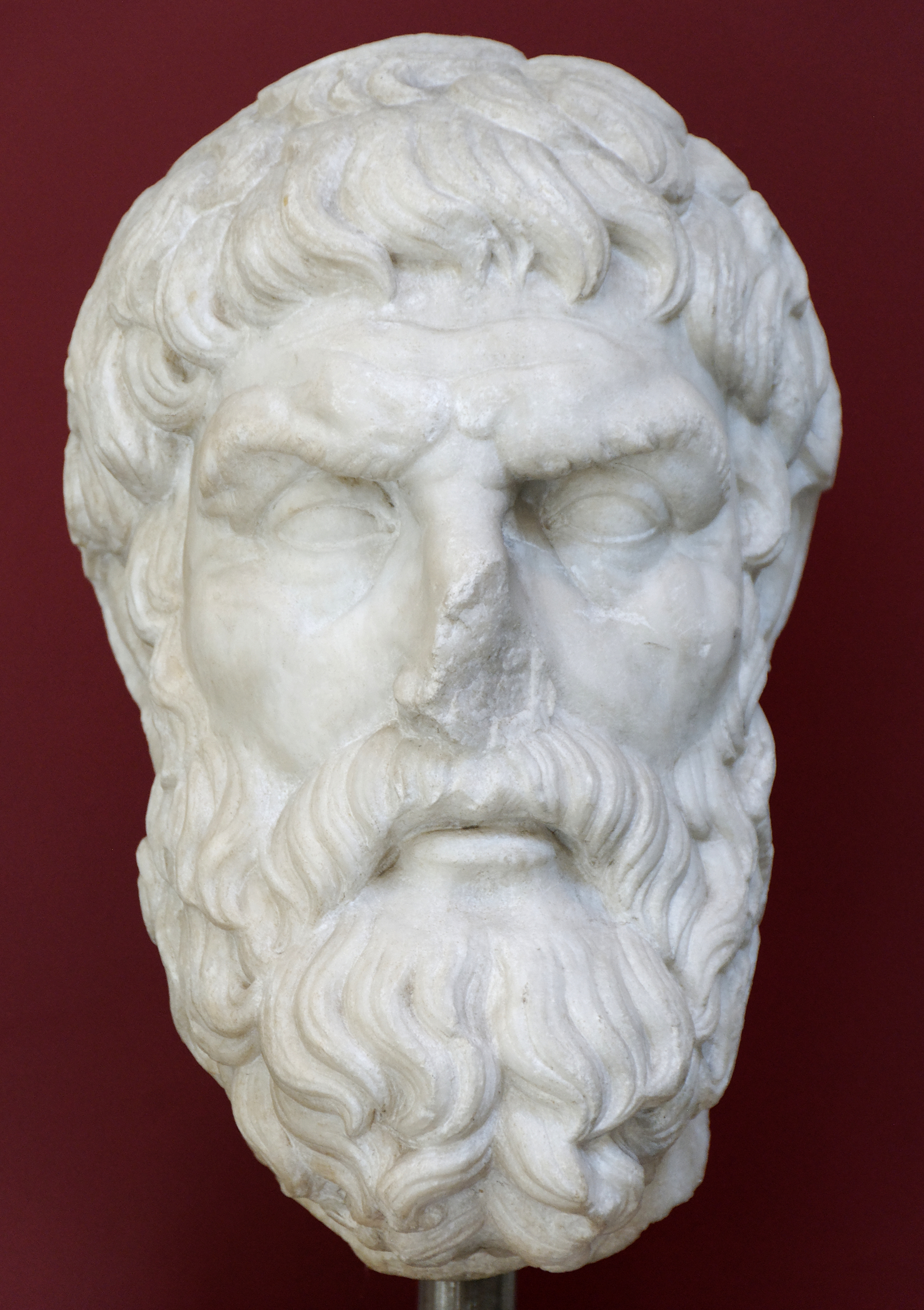
Epicuro, copia romana di un originale greco (conservata al Museo Nazionale Romano).

Nell'etica Epicuro riprende concettualmente l'edonismo dei Cirenaici, ma mentre per questi il piacere è dinamicamente inteso come continua ricerca del piacere, sempre goduto effimeramente, per Epicuro è statico (catastematico), assicurato cioè dalla eliminazione del dolore, avvenuta una volta per tutte, procurando così la salute dell'anima non più costretta ad un'affannosa ricerca del piacere.